# Луди хора
„Луди хора“ (на английски: Crazy People) е американска черна комедия от 1990 г. на режисьора Тони Бил, по сценарий на Мич Марковиц, с участието на Дъдли Мур, Дарил Хана и Пол Райзър. Премиерата на филма е на 13 април 1990 г. от „Парамаунт Пикчърс“.